# Wedge Tomb von Ballaghaglash

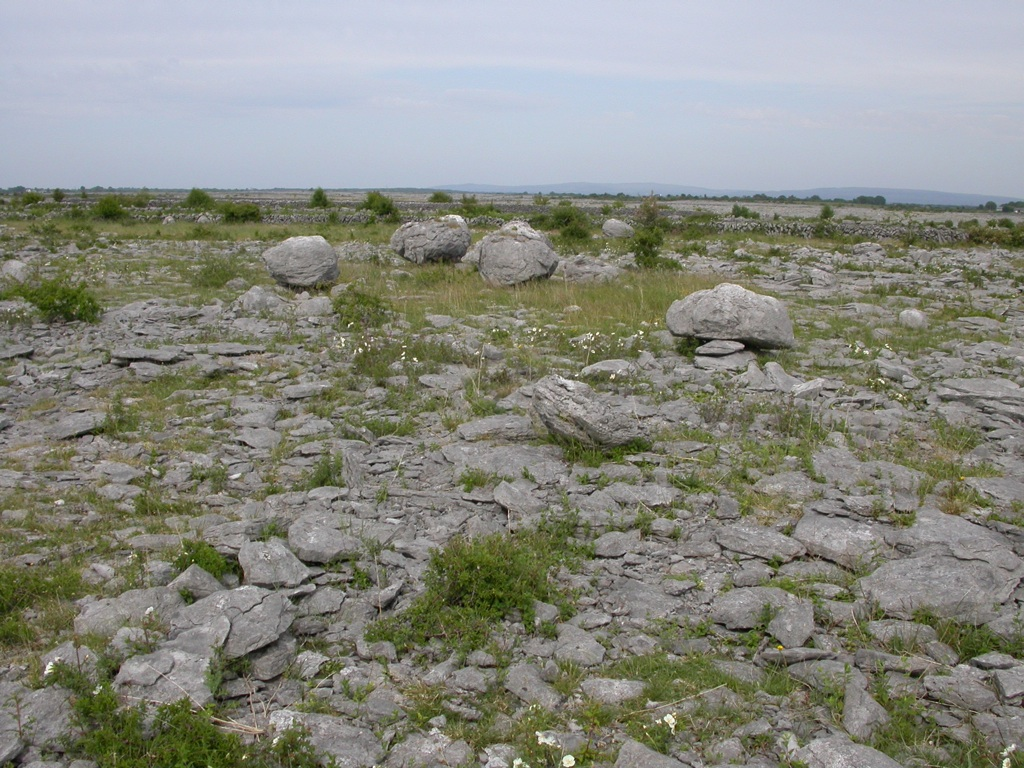
Kalksteinebene von Ballaghaglash

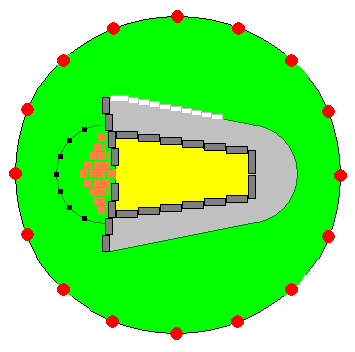
Idealtypisches Wedge Tomb Island (County Cork)

Das Wedge Tomb von Ballaghaglash liegt im Townland Ballaghaglash (irisch Bealach an Ghlais) nahe dem Burren-Nationalpark und der Grenze zum County Galway im Osten des Burren im County Clare in Irland. Wedge Tombs (deutsch „Keilgräber“), früher auch „wedge-shaped gallery grave“ genannt, sind doppelwandige, ganglose, mehrheitlich ungegliederte Megalithbauten der späten Jungsteinzeit und der frühen Bronzezeit.
Das besondere an dem weitgehend zerstörten Wedge Tomb ist das Seelenloch von 60 cm Durchmesser in einem Seitenstein der Kammer. Daneben lag ein passender runder Verschlussstein. Seelenlöcher sind in irischen Megalithanlagen sehr selten und in keinem anderen Fall in Seitensteinen anzutreffen. Während in französischen Anlagen einige Spundsteine überlebt haben, ist dies – falls er echt ist – der einzige Verschlussstein in Irland. Es ist zu erkennen, wie die Seitenplatten aus Kalkstein in der Wand eingeklemmt wurden.
Etwa 8,5 km nordöstlich liegt das Portal Tomb von Crannagh im County Galway.